# 후금 개국오대신
후금 개국오대신(後金開國五大臣, 만주어: ᠰᡠᠨᡷᠠ
ᠠᠮᠪᠠᠨ 순자 암반)는 누르하치를 도와 후금을 개국하는 데 기여한 다섯 신하로, 전설에 따르면 누르하치는 이 다섯 명과 의형제를 맺었다고 한다. 청사고에 올라온 다섯 개국공신의 이름은 다음과 같다.
- 피옹돈(만주어: ᡶᡳᡠᠩᡩᠣᠨ Fiongdon, 한국 한자: 費英東 비영동, 1562년－1620년): 오대 공신의 필두. 구왈기야 할라 출신으로 1588년 부친 색이과가 부족을 이끌고 귀부. 태묘에 배향됨.
- 어이두(만주어: ᡝᡳᡩᡠ Eidu, 한국 한자: 額亦都 액역도, 1562년－1621년): 니오후루 할라 출신으로 1580년 등용. 태묘에 배향됨.
- 호호리(만주어: ᡥᠣᡥᠣᡵᡳ Hohori, 한국 한자: 何和禮 하화례, 1561년－1624년): 동고 할라 추장 극철의 손자로 1588년 부족을 이끌고 귀부.
- 안피양구(만주어: ᠠᠨᡶᡳᠶᠠᠩᡤᡡ Anfiyanggū, 한국 한자: 安費揚古 안비양고, 1559년－1622년): 기올로차 할라 출신으로 부친 대부터 누르하치를 섬김.
- 후르한(만주어: ᡥᡡᡵᡥᠠᠨ Hūrhan, 한국 한자: 扈爾漢 호이한, 1578년－1623년): 퉁기야 할라 출신으로 1588년 부족을 이끌고 귀부.

누르하치가 1587년 니칸와일란을 잡아죽이고 이듬해인 1588년 피옹돈, 안피양구, 후르한의 귀부를 받음으로써 건주여진이 통일되었다. 몰년에서 보듯 이들은 모두 누르하치(1626년 몰)보다 일찍 죽었다. 